# Dubai Tennis Championships 2021 - Qualificazioni singolare femminile
Le qualificazioni del singolare del Dubai Tennis Championships 2021 sono un torneo di tennis preliminare per accedere alla fase finale della manifestazione. Le vincitrici dell'ultimo turno sono entrate di diritto nel tabellone principale. In caso di ritiro di una o più giocatrici aventi diritto, a queste sono subentrate le Lucky loser, ossia le giocatrici che hanno perso nell'ultimo turno ma che avevano una classifica più alta rispetto alle altre partecipanti che avevano comunque perso nel turno finale.

## Teste di serie
1. Kaia Kanepi (qualificata)
2. Irina-Camelia Begu (qualificata)
3. Misaki Doi (ultimo turno)
4. Martina Trevisan (ultimo turno)
5. Zhu Lin (primo turno)
6. Ana Bogdan (qualificata)
7. Katarina Zavac'ka (qualificata)
8. Ysaline Bonaventure (primo turno)

1. Tereza Martincová (qualificata)
2. Viktorija Tomova (ultimo turno)
3. Vera Zvonarëva (ultimo turno)
4. Lesja Curenko (qualificata)
5. Monica Niculescu (primo turno)
6. Natal'ja Vichljanceva (primo turno)
7. Barbara Haas (ultimo turno)
8. Kamilla Rachimova (ultimo turno)

## Qualificate
1. Kaia Kanepi
2. Irina-Camelia Begu
3. Liang En-shuo
4. Lesja Curenko

1. Tereza Martincová
2. Ana Bogdan
3. Katarina Zavac'ka
4. Ana Konjuh

## Tabellone

### Legenda
| - Q = Qualificato - WC = Wild card - LL = Lucky loser | - ALT = Alternate - SE = Special Exempt - PR = Protected Ranking | - w/o = Walkover - r = Ritirato - d = Squalificato |

### Sezione 1
|  | Primo turno | Primo turno        | Primo turno        | Primo turno | Primo turno |  |  | Ultimo turno | Ultimo turno   | Ultimo turno | Ultimo turno | Ultimo turno |  |
|  |             |                    |                    |             |             |  |  |              |                |              |              |              |  |
|  | 1           | Kaia Kanepi        | 6                  | 63          | 6           |  |  |              |                |              |              |              |  |
|  | WC          | Ena Shibahara      | 1                  | 7           | 4           |  |  | 1            | Kaia Kanepi    | 6            | 65           | 6            |  |
|  | PR          | Akgul Amanmuradova | Akgul Amanmuradova | 1           | 1           |  |  | 11           | Vera Zvonarëva | 3            | 7            | 3            |  |
|  | 11          | Vera Zvonarëva     | Vera Zvonarëva     | 6           | 6           |  |  |              |                |              |              |              |  |

### Sezione 2
|  | Primo turno | Primo turno           | Primo turno | Primo turno | Primo turno |  |  | Ultimo turno | Ultimo turno       | Ultimo turno | Ultimo turno | Ultimo turno |  |
|  |             |                       |             |             |             |  |  |              |                    |              |              |              |  |
|  | 2           | Irina-Camelia Begu    | 7           | 4           | 6           |  |  |              |                    |              |              |              |  |
|  |             | Bethanie Mattek-Sands | 69          | 6           | 0           |  |  | 2            | Irina-Camelia Begu | 6            | 4            |              |  |
|  | WC          | Gabriela Dabrowski    | 6           | 2           | 3           |  |  | 15           | Barbara Haas       | 0            | 0            | r            |  |
|  | 15          | Barbara Haas          | 2           | 6           | 6           |  |  |              |                    |              |              |              |  |

### Sezione 3
|  | Primo turno | Primo turno      | Primo turno      | Primo turno | Primo turno |  |  | Ultimo turno | Ultimo turno  | Ultimo turno  | Ultimo turno | Ultimo turno |  |
|  |             |                  |                  |             |             |  |  |              |               |               |              |              |  |
|  | 3           | Misaki Doi       | Misaki Doi       | 7           | 6           |  |  |              |               |               |              |              |  |
|  |             | Magdalena Fręch  | Magdalena Fręch  | 5           | 3           |  |  | 3            | Misaki Doi    | Misaki Doi    | 3            | 1            |  |
|  | PR          | Liang En-shuo    | Liang En-shuo    | 6           | 7           |  |  | PR           | Liang En-shuo | Liang En-shuo | 6            | 6            |  |
|  | 13          | Monica Niculescu | Monica Niculescu | 4           | 5           |  |  |              |               |               |              |              |  |

### Sezione 4
|  | Primo turno | Primo turno      | Primo turno    | Primo turno | Primo turno |  |  | Ultimo turno | Ultimo turno     | Ultimo turno     | Ultimo turno | Ultimo turno |  |
|  |             |                  |                |             |             |  |  |              |                  |                  |              |              |  |
|  | 4           | Martina Trevisan | 5              | 6           | 6           |  |  |              |                  |                  |              |              |  |
|  |             | Arina Rodionova  | 7              | 1           | 3           |  |  | 4            | Martina Trevisan | Martina Trevisan | 2            | 1            |  |
|  |             | Cristina Bucșa   | Cristina Bucșa | 2           | 2           |  |  | 12           | Lesja Curenko    | Lesja Curenko    | 6            | 6            |  |
|  | 12          | Lesja Curenko    | Lesja Curenko  | 6           | 6           |  |  |              |                  |                  |              |              |  |

### Sezione 5
|  | Primo turno | Primo turno       | Primo turno     | Primo turno | Primo turno |  |  | Ultimo turno | Ultimo turno      | Ultimo turno | Ultimo turno | Ultimo turno |  |
|  |             |                   |                 |             |             |  |  |              |                   |              |              |              |  |
|  | 5           | Zhu Lin           | Zhu Lin         | 64          | 2           |  |  |              |                   |              |              |              |  |
|  |             | Lesley Kerkhove   | Lesley Kerkhove | 7           | 6           |  |  |              | Lesley Kerkhove   | 1            | 7            | 2            |  |
|  |             | Lucie Hradecká    | 3               | 6           | 2           |  |  | 9            | Tereza Martincová | 6            | 65           | 6            |  |
|  | 9           | Tereza Martincová | 6               | 4           | 6           |  |  |              |                   |              |              |              |  |

### Sezione 6
|  | Primo turno | Primo turno        | Primo turno        | Primo turno | Primo turno |  |  | Ultimo turno | Ultimo turno      | Ultimo turno | Ultimo turno | Ultimo turno |  |
|  |             |                    |                    |             |             |  |  |              |                   |              |              |              |  |
|  | 6           | Ana Bogdan         | Ana Bogdan         | 6           | 6           |  |  |              |                   |              |              |              |  |
|  |             | Çağla Büyükakçay   | Çağla Büyükakçay   | 2           | 4           |  |  | 6            | Ana Bogdan        | 6            | 5            | 6            |  |
|  |             | Jaqueline Cristian | Jaqueline Cristian | 5           | 5           |  |  | 16           | Kamilla Rachimova | 2            | 7            | 0            |  |
|  | 16          | Kamilla Rachimova  | Kamilla Rachimova  | 7           | 7           |  |  |              |                   |              |              |              |  |

### Sezione 7
|  | Primo turno | Primo turno       | Primo turno       | Primo turno | Primo turno |  |  | Ultimo turno | Ultimo turno      | Ultimo turno      | Ultimo turno | Ultimo turno |  |
|  |             |                   |                   |             |             |  |  |              |                   |                   |              |              |  |
|  | 7           | Katarina Zavac'ka | Katarina Zavac'ka | 7           | 6           |  |  |              |                   |                   |              |              |  |
|  |             | Laura Ioana Paar  | Laura Ioana Paar  | 5           | 3           |  |  | 7            | Katarina Zavac'ka | Katarina Zavac'ka | 6            | 6            |  |
|  | WC          | Angelina Gabueva  | Angelina Gabueva  | 3           | 2           |  |  | 10           | Viktorija Tomova  | Viktorija Tomova  | 4            | 4            |  |
|  | 10          | Viktorija Tomova  | Viktorija Tomova  | 6           | 6           |  |  |              |                   |                   |              |              |  |

### Sezione 8
|  | Primo turno | Primo turno           | Primo turno           | Primo turno | Primo turno |  |  | Ultimo turno | Ultimo turno      | Ultimo turno | Ultimo turno | Ultimo turno |  |
|  |             |                       |                       |             |             |  |  |              |                   |              |              |              |  |
|  | 8           | Ysaline Bonaventure   | 7                     | 3           | r           |  |  |              |                   |              |              |              |  |
|  | WC          | Ana Konjuh            | 5                     | 5           |             |  |  | WC           | Ana Konjuh        | 6            | 4            | 6            |  |
|  |             | Aleksandra Krunić     | Aleksandra Krunić     | 6           | 6           |  |  |              | Aleksandra Krunić | 2            | 6            | 2            |  |
|  | 14          | Natal'ja Vichljanceva | Natal'ja Vichljanceva | 2           | 3           |  |  |              |                   |              |              |              |  |